# Liste des gouverneurs de Rennes
D’abord assez général, le pouvoir du gouverneur de Rennes devient militaire à partir des XVIe-XVIIe siècle. Il joue notamment le rôle d’intermédiaire entre le roi et la communauté de la ville.
La charge de lieutenance-générale des quatre évêchés de Haute-Bretagne s’ajouta à celle de gouverneur de Rennes, à partir de 1583 avec Philippe de Béthune.
Il nomme et dirige un lieutenant et des connétables. Il nomme aussi le grand-portier et le conducteur de la grosse horloge (qui sont sous les ordres de la communauté).
La communauté lui fournit à lui et son lieutenant un logement dans la porte Mordelaise puis dans les tours de la porte aux Foulons.
Les vicomtes de Méjusseaume (seigneurie proche de Rennes) étaient de grands seigneurs rennais et à ce titre ont de nombreuses fois occupé la charge de capitaine de la ville.

## Liste
| Dates      | Titulaire                   | Notes | Blason                     |
| ---------- | --------------------------- | --- | -------------------------- |
| 14xx-14xx  | Jean Duperier               | Seigneur du Plessix Balisson |                            |
| 14xx-14xx  | Henri de Villeblanche       | Seigneur de Broons, Conseiller et Chambellan du duc, Grand-maître de Bretagne |                            |
| 1487-1xxx  | Philippe de Montauban       | Chancelier de Bretagne | Blason Maison de Montauban |
| 15xx-1531  | Guy XVI, comte de Laval     | Comte de Laval, Vicomte de Rennes, Lieutenant général puis Gouverneur de Bretagne et capitaine de Rennes ; Le sieur de La Bouexière-Maupertuis est son lieutenant |                            |
| 1531-15xx  | Renaud de Montbourcher      | Seigneur du Bordage, Premier panetier de la reine, Lieutenant du comte de Laval ; Accueille le duc François III à Rennes en 1532 |                            |
| 1541-1548  | Claude de Laval             | Seigneur de Boisdauphin |                            |
| 1549-1568  | François Thierry            | Seigneur de Boisorcant ; Julien Botherel, vicomte d'Apigné est son lieutenant |                            |
| 1568-1582  | François du Gué             | Vicomte de Méjusseaume l; Claude de Beaucé est son lieutenant |                            |
| 1583-1605  | René Marec de Montbarot     | Capitaine et gouverneur de Rennes sous Henri III, Lieutenant du roi pour l'évêché de Rennes sous Henri IV ; Jean-Jacques de Lombard fut son lieutenant à partir du 10 juillet 1598 ; Il démissionne en 1605 de son poste de gouverneur et lieutenant du roi pour l'évêché de Rennes |                            |
| 1606-1610  | Philippe de Béthune         | Gouverneur de Rennes et Lieutenant-général |                            |
| 1610-1637  | Claude d'Avaugour           | comte de Vertus et de Goëllo, vicomte de Saint-Nazaire et baron d'Avaugour, Gouverneur de Rennes, de Saint-Malo et de Vannes |                            |
| 1637-1654  | Louis d'Avaugour            | Comte de Vertus et de Goëllo, vicomte de Saint-Nazaire et baron d'Avaugour et fils du précédent |                            |
| 16xx-16xx  | René de Coëtlogon           | Vicomte de Méjusseaume ; Alain Emmanuel de Coëtlogon, vice-amiral et maréchal de France, est son frère |                            |
| 1637-16xx  | René Hyacinthe de Coëtlogon | Vicomte de Méjusseaumeet et fils du précédent |                            |
| 1693-1xxx  | Alexandre Bontemps          | Intendant du château de Versailles sous Louis XIV |                            |
| 17xx-17xxx | marquis de Coëtlogon        | |                            |

La liste des maires de Rennes contient la liste des 11 capitaines de Rennes de 1379 à 1500.

### Sources
- Recherches sur l’administration municipale de Rennes au temps de Henri IV : II. DES DIFFÉRENTS POUVOIRS QUI SE PARTAGEAIENT L’ADMINISTRATION MUNICIPALE, 2° Le gouverneur, son lieutenant et ses connétables., p. 42 à 45, Henri Carré, 1888
- Dictionnaire historique et géographique de la province de Bretagne